# Pierantonio Clementi
Pierantonio Clementi (ur. 4 września 1947 w Schilpario) – włoski biathlonista. W 1974 roku wystąpił na mistrzostwach świata w Mińsku, gdzie zajął 13. miejsce w biegu indywidualnym, 43. miejsce w sprincie i ósme w sztafecie. Był też między innymi szósty w sztafecie podczas mistrzostw świata w Anterselvie w 1971 roku. W 1972 roku wystartował na igrzyskach olimpijskich w Sapporo, zajmując 30. miejsce w biegu indywidualnym. Brał również udział w igrzyskach w Innsbrucku w 1976 roku, plasując się na 23. pozycji w biegu indywidualnym i szóstej w sztafecie. Nigdy nie wystąpił w zawodach Pucharu Świata.

## Osiągnięcia

### Igrzyska olimpijskie
| Rok  | Miejscowość | Konkurencje | Konkurencje | Konkurencje | Konkurencje | Konkurencje | Konkurencje | Konkurencje |
| Rok  | Miejscowość | IN          | SP          | PU          | MS          | RL          | MR          | SR          |
| ---- | ----------- | ----------- | ----------- | ----------- | ----------- | ----------- | ----------- | ----------- |
| 1972 | Sapporo     | 30.         | nd.         | nd.         | nd.         | –           | nd.         | –           |
| 1976 | Innsbruck   | 23.         | nd.         | nd.         | nd.         | 6.          | nd.         | –           |

### Mistrzostwa świata
| Rok  | Miejscowość | Konkurencje | Konkurencje | Konkurencje | Konkurencje | Konkurencje | Konkurencje | Konkurencje |
| Rok  | Miejscowość | IN          | SP          | PU          | MS          | RL          | MR          | SR          |
| ---- | ----------- | ----------- | ----------- | ----------- | ----------- | ----------- | ----------- | ----------- |
| 1974 | Mińsk       | 13.         | 43.         | nd.         | nd.         | 8.          | nd.         | –           |
| 1975 | Anterselva  | 25.         | 39.         | nd.         | nd.         | 6.          | nd.         | –           |
| 1976 | Anterselva  | nd.         | 30.         | nd.         | nd.         | nd.         | nd.         | –           |
| 1977 | Vingrom     | –           | 24.         | nd.         | nd.         | –           | nd.         | –           |